# 安东尼奥贡萨尔维斯
安东尼奥贡萨尔维斯是巴西巴伊亚州的一个市镇。总面积316.13平方公里，总人口9747人，人口密度30.8人/平方公里。